# دمای نوترون
دمای نوترون(به انگلیسی: Neutron temperature) معیاریست که نشان دهنده انرژی جنبشی یک نوترون آزاد است و با واحد الکترون‌ولت گزارش می‌شود.